# Benedict Thomas Viviano

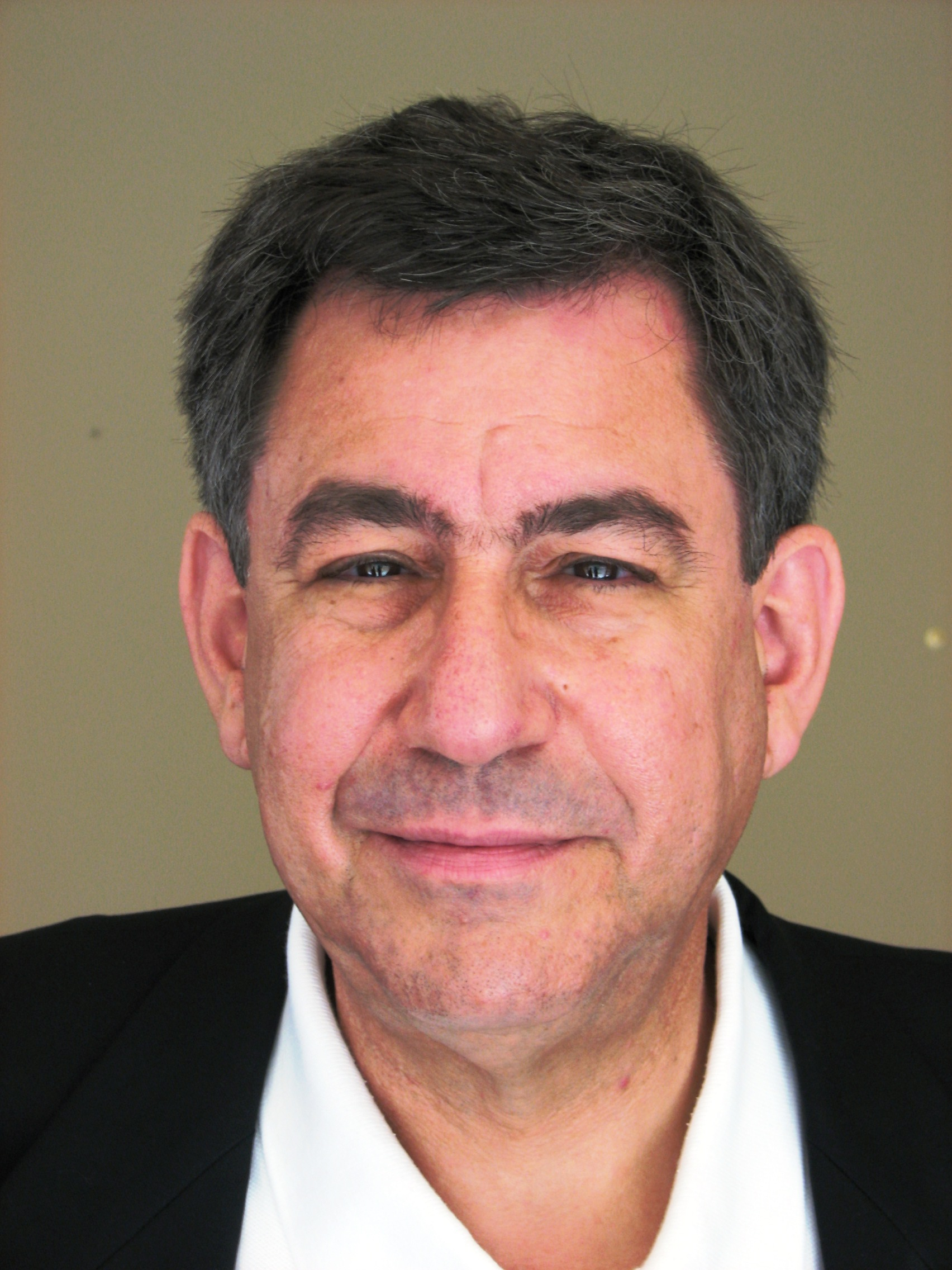
Benedict Thomas Viviano

Benedict Thomas Viviano OP (* 22. Januar 1940 in St. Louis, Missouri, USA, + 24. Mai 2023 in Chicago, Illinois) war ein US-amerikanischer Theologe.

## Leben
Benedict Thomas Viviano trat 1959 der Ordensgemeinschaft der Dominikaner bei und empfing 1966 die Priesterweihe. Er studierte an der Katholischen Universität von Amerika in Washington, D.C., an der Harvard University in Boston, der Duke University in Durham, North Carolina sowie an den Päpstlichen Bibelinstituten (PIB) in Rom und Jerusalem. Benedict Thomas wurde 1976 an der Duke University in Bibelwissenschaften promoviert. Aufbaustudien absolvierte er am Hebrew Union College in Cincinnati, dem ältesten US-amerikanischen Rabbinerseminar, sowie an der Eberhard Karls Universität Tübingen und der Universität Wien.
Viviano lehrte von 1972 bis 1984 am Aquinas Institute of Theology der Dominikaner in St. Louis, anschließend an der École biblique in Jerusalem. Von 1995 bis zu seiner Emeritierung 2008 war Viviano Inhaber des Lehrstuhls für Neues Testament an der Theologischen Fakultät der Schweizer Universität Freiburg. Seit 1998 war er zudem Subprior im Freiburger Albertinum.
Benedict Thomas Viviano gilt als ausgewiesener Experte für Neues Testament. Zu Themen wie Christologie, Pneumatologie und Trinitätslehre hat er zahlreiche Veröffentlichungen publiziert. Er engagiert sich unter anderem in der Jüdisch/Römisch-katholischen Gesprächskommission (JRGK) der Universität Luzern. 2009 wurde er mit der Ehrendoktorwürde des Aquinas Institute of Theology ausgezeichnet.

## Schriften
- Trinity - Kingdom - Church. Essays in Biblical Theology. Vandenhoeck & Ruprecht, 2002, ISBN 978-3-525-53949-1.
- Das Reich Gottes in der Geschichte. Zwischen Befreiungsbotschaft und Machtlegitimation. Verlag Friedrich Pustet, 2014, ISBN 978-3-7917-2589-5.